# Есиповский, Игорь Эдуардович
И́горь Эдуа́рдович Есипо́вский (28 марта 1960, Днепродзержинск, Днепропетровская область — 10 мая 2009, близ урочища Малышкино, Иркутская область) — российский государственный и промышленный деятель.
Депутат Государственной Думы 5-го созыва (с декабря 2007), губернатор Иркутской области, вступивший в должность 13 декабря 2008 года. Сменил на этом посту ушедшего в отставку Александра Тишанина. Погиб при крушении вертолёта 10 мая 2009 года.

## Биография
Родился 28 марта 1960 года в Днепродзержинске Днепропетровской области Украинской ССР в семье военнослужащего. Трудовую деятельность начал в 1977 году, устроившись на работу в МАПО им. П. Дементьева; вскоре стал секретарём комитета комсомола на предприятии.
С 1979 по 1981 год проходил срочную службу в рядах Советской Армии. После увольнения в запас вернулся на прежнее место работы в авиастроительной промышленности. В 1986 году без отрыва от производства закончил вечернее отделение Московского авиационного института имени С. Орджоникидзе, тогда же стал вторым секретарём Фрунзенского районного комитета ВЛКСМ Москвы, был избран депутатом Фрунзенского районного Совета народных депутатов от местной комсомольской организации.
В 1988—1991 годах — работник Центра межотраслевых научно-технических программ (впоследствии — «МЕНАТЕП»[уточнить]) Межотраслевого научно-исследовательского инженерно-технического центра, генеральный директор научно-производственного объединения «Эконовация». В 1991—1992 годах — руководитель Фонда социального развития России «Возрождение», в 1992—2000 годах — генеральный директор Общероссийского объединения «Российский авиафонд» (защита служащих ВВС и работников авиакомплекса), президент АО «Авиаинвест».
С 2001 года — начальник Департамента товаров и технологий двойного применения ФГУП «Рособоронэкспорт».
С 22 декабря 2005 до 2 августа 2006 года занимал должность президента — генерального директора ОАО «АвтоВАЗ».
2 декабря 2007 года был избран депутатом Государственной Думы 5-го созыва по федеральному списку кандидатов от «Единой России»; занимал посты первого заместителя председателя комитета Думы по промышленности и члена комиссии по рассмотрению расходов федерального бюджета, направленных на обеспечение обороны и государственной безопасности РФ.
15 апреля 2008 года его кандидатура была внесена на пост губернатора Иркутской области, после того как прежний губернатор Александр Тишанин подал в отставку.
При нём продолжилось обострение ситуации вокруг Байкальского ЦБК.
Через шесть дней после вступления в должность губернатора утвердил положение о регулировании тарифов на перевозки пассажиров общественным транспортом. Благодаря этому положению изменить тариф можно лишь по заявлению не менее чем десяти перевозчиков. Эта норма не позволяла проиндексировать тариф на проезд в частных автобусах и микроавтобусах, и он сохранялся на уровне 12 рублей за поездку длительное время несмотря на общую инфляцию.

## Гибель
Погиб 10 мая 2009 года в результате крушения вертолёта Bell 407, бортовой номер RA-01895, возвращаясь с охоты. Вертолёт обнаружен сгоревшим в районе урочища Малышкино в 18 км от находящегося на Байкале посёлка Листвянка и в 80 км от Иркутска.
Похоронен на Троекуровском кладбище в Москве.

### Гибель сына
Единственный сын Есиповского погиб в ДТП в центре Москвы, 27 июня 2015 года, вместе с Тальей Балло, сыном бизнесмена Игоря Балло. По предварительным данным, Есиповский-младший не справился с управлением на мокрой дороге и врезался в мачту городского освещения. Удар был настолько сильным, что автомобиль разорвало на части, а пассажира и водителя выбросило на проезжую часть.